# 호르-아하
호르-아하는 이집트 제1왕조의 파라오이다.
호르-아하는 호루스 이름으로 싸우는 매라는 뜻이며, 네브티 이름은 "멘"이다.
기원전 31세기 중엽에 통치하였으며, 상하 이집트를 통일한 첫 파라오 나르메르(혹은 메네스)의 아들로 여겨진다.
선왕과 달리 호르-아하는 와제트 여신과 네크베트 여신을 나타네는 네브티 이름을 가졌다. 이는 전대 왕과 달리 통일왕조가 확실하게 수립되었음을 뜻한다.
아비도스의 목판에 따르면, 호르-아하는 통치 기간 동안 먼 곳을 원정하기도 했고, 누비아의 반란을 진압하기도 했다.
또한 나일강 삼각주에 자리잡은 사이스에서 전쟁의 여신 네이트를 위한 신전을 건립하였다.
마네토에 의하면 호르-아하는 62년간 통치했으며, 세트 신의 현신인 하마에 받혀 죽었다고 한다. 그의 뒤는 제르가 계승하였다.

## 호르-아하는 누구인가
일반적으로 호르-아하는 상하 이집트를 통일한 나르메르의 아들로 여겨진다. 하지만 헤로도토스의 기록을 살펴보면 호르-아하가 메네스일 수도 있다. 마네토의 기록에서 호르-아하는 메네스라고 한다. 호르-아하의 네브티 이름인 '멘'을 볼 때 그럴듯한 주장이다.
또 다른 학자들은 메네스가 나르메르와 동일인물이라는 설을 제기한다. 이렇게 보면 호르-아하는 메네스의 아들이 된다.

## 무덤
아비도스에 있는 B-19호 무덤이 현재 호르-아하의 무덤으로 간주되고 있다. 이 무덤은 주변에서 가장 큰 무덤이지만 파라오를 상징하는 장식은 없다. 하지만 이집트학 연구가들은 대체적으로 이 무덤이 호르-아하의 무덤이라는 데에 동의하고 있다.

## 같이 보기
- 고대 이집트
- 이집트의 역사
- 파라오

## 참고 문헌
- 피터 클레이턴(Peter Clayton) 저, 정영목 역, 《파라오의 역사》, 까치, 2004

| 전임 나르메르 | 고대 이집트의 파라오 기원전 3050년경 | 후임 제르 |